# Sonny Chiba
Shinichi Chiba, também conhecido como Sonny Chiba (Fukuoka, 23 de janeiro de 1939 − Kimitsu, 19 de agosto de 2021), foi um ator e artista marcial japonês. Foi um dos primeiros atores a atingir o estrelado devido às suas habilidades nas artes marciais, inicialmente no Japão e, posteriormente, internacionalmente.
Chiba foi faixa preta em Ninjutsu (4.º Dan); Goju-ryu (2.º Dan); Judô (2.º Dan); Kendo (1.º Dan); Shōrinji kenpō (1.º Dan) e Kyokushin (4.º Dan), além de ser o fundador do Japan Action Club, organização que tem como objetivo desenvolver e aumentar o nível das técnicas e sequências de artes marciais utilizadas no cinema e na televisão.
Chiba é pai de Mackenyu Arata, que interpretou Zoro, na série live action de One Piece; Seiya no filme live action de Os Cavaleiros do Zodíaco; e outras adaptações de animes e mangás.
Chiba morreu em 19 de agosto de 2021 em um hospital de Kimitsu, aos 82 anos de idade, devido a complicações da COVID-19.